# Mooswanzen
Die Mooswanzen (Peloridiidae) bilden die einzige rezente Familie der Scheidenschnäbler (Coleorrhyncha). Aufgrund morphologischer und molekularer Merkmale kann ihre Stellung innerhalb der Schnabelkerfe (Hemiptera) als Schwestergruppe der Wanzen (Heteroptera) als gut gestützt angesehen werden. Die urtümlichen Scheidenschnäbler gehören einer alten Reliktgruppe von Gondwana-Insekten an („Lebende Fossilien“), die sich im späten Perm vor etwa 230 mya von den Wanzen abgetrennt haben. Die Mooswanzen umfassen 32 Arten in 17 Gattungen.

## Verbreitung und Lebensweise
Die Peloridiidae sind in den gemäßigten und subantarktischen Regenwäldern der Südhalbkugel verbreitet. Ihre bekannten Vorkommen liegen in Australien, Tasmanien, Lord Howe Island, Neuseeland, Neukaledonien, Argentinien und Chile. Ihre aktuelle Verbreitung deutet auf ihre Existenz bereits vor dem Zerfall Gondwanas in die Südkontinente hin. Sie leben in höheren Lagen ausschließlich in feuchten Moospolstern, in Flechten und der Bodenstreu von Nothofagus-Wäldern. Ihre Verbreitung deckt sich weitgehend mit dem Areal der Scheinbuchen. Die Arten sind in der Lage über ein primitives Tymbalorgan Vibrationslaute zu erzeugen. Dies deutet darauf hin, dass solche Signale schon von den frühen Vorfahren aller Wanzen und Zikaden benutzt wurden. Die Insekten ernähren sich wahrscheinlich durch das Anstechen und Aussaugen von Moospflanzen.

## Merkmale
Die sehr flachen und breit ovalen Tiere erreichen Körperlängen zwischen 2 und 5 Millimetern. Ihr Körper ist braungrün gefärbt und mit einer schleimigen Schicht überzogen. Dadurch sind sie in den Moospolstern sehr gut getarnt. Sie verfügen nicht über eine Kehle (Gula) (Plesiomorphie). Die dreigliedrigen Fühler sind von oben nicht sichtbar. Die Komplexaugen sind weit voneinander getrennt und treten kugelig hervor. Die Vorderflügel zeichnen sich durch ein von den übrigen Vertretern der Schnabelkerfe stark abweichendes Flügelgeäder aus. Es ist netzartig und formt etliche durchscheinende, fensterartige Zellen. Peloridium hammoniorum ist die einzige flugfähige Art. Bei den erwachsenen Tieren gibt es sowohl langflügelige (makroptere) Individuen als auch Tiere mit etwas verkürzten Flügeln (submakropter), welche flach auf dem Körper getragen werden. Erstere verfügen über zwei Ocellen und voll ausgebildete Hinterflügel. Den submakropteren Individuen und allen anderen Arten fehlen Hinterflügel und Ocellen (Autapomorphie). Der netzartig strukturierte Halsschild (Pronotum) ist beiderseits deutlich nach außen gewölbt. Die Tarsen sind zweigliedrig (Autapomorphie). Kennzeichnend sind ausgeprägte und mit einem Tracheennetz ausgestattete Seitenlappen des ersten Brustsegments, die durch eine Naht vom übrigen Körper abgetrennt sind.

## Systematik
Peloridium hammoniorum war die erste entdeckte Art der Familie der Peloridiidae. Sie wurde von Michaelsen auf der Insel Navarino in Südchile (Feuerland) gefunden und 1897 von Breddin erstbeschrieben. Aufgrund morphologischer Merkmale ordnete er die Art den Wanzen zu.
Die Coleorrhyncha werden, gestützt durch strukturelle 18s rRNA-Analysen, als Schwestergruppe der Wanzen angesehen, von denen sie sich vermutlich im späten Perm vor etwa 230 mya Jahren getrennt haben. Die Scheidenschnäbler werden traditionell als eigene Unterordnung der Schnabelkerfe gefasst. Es besteht eine alternative Klassifikation, in der sie in der Ordnung Prosorrhyncha (syn. Heteropteroidea, Heteropterodea) neben den Heteroptera als Teilordnung mit der Bezeichnung Peloridiomorpha behandelt werden.

### Arten
Die Familie der Peloridiidae umfasst 32 Arten in 17 Gattungen.
Neuseeland (9 Arten):
- Oiophysa ablusa
- Oiophysa cumberi
- Oiophysa distincta
- Oiophysa paradoxa
- Oiophysa pendergrasti
- Xenophyes cascus
- Xenophysella greensladeae
- Xenophyes kinlochensis
- Xenophysella stewartensis

Chile/Argentinien (7 Arten):
- Idophysa chonos
- Kuscheloides edenensis
- Pantinia darwini
- Peloridium hammoniorum
- Peloridora holdgatei
- Peloridora kuscheli
- Peloridora minuta

Australien/Tasmanien (12 Arten):
- Chraspedophysa monteithi
- Hackeriella brachycephala
- Hackeriella echina
- Hackeriella veitchi
- Hemiodoecellus fidelis
- Hemiodoecus acutus
- Hemiodoecus crassus
- Hemiodoecus leai
- Hemiowoodwardia wilsoni
- Howeria kingsmilli
- Peltophysa minor
- Rhacophysa taylori

Neukaledonien (4 Arten):
- Oiophysella constans
- Oiophysella cristata
- Oiophysella degenerata
- Oiophysella marginata

Die taxonomischen Unterlagen finden sich in einer Datenbank. Burckhardt’s Monographie enthält einen Schlüssel zu den Arten sowie ein Kladogramm der rezenten Mooswanzen.

## Belege
Die Informationen stammen aus folgender Literatur:

### Einzelquellen
1. ↑  D. Burckhardt, Mooswanzen – Peloridiidae (Hemiptera, Coleorrhyncha), eine enigmatische Insektengruppe. Entomologica Austriaca, Band 17, 2010, S. 9–22.
2. ↑  G. Breddin: Hemipteren. pp. 10-13 in Michaelsen, W. (ed.) Ergebnisse der Hamburger Magalhaensischen Sammelreise, 1892/93. Herausgegeben vom naturhistorischen Museum zu Hamburg (1897). Hamburg : L. Friederischen & Co. II. Arthropoden 36 & 2 unnumbered pp.
3. ↑  D. Schlee: Morphologie und Symbiose; ihre Beweiskraft für die Verwandtschaftsbeziehungen der Coleorrhyncha (Insecta, Hemiptera). Stuttgart Beitr. zur Naturk. 1969, Nr. 210: 1–27
4. ↑  J. Zrzavy: Evolution of antennae and historical ecology of the hemipteran insects (Paraneoptera). Acta Entomol. Bohemoslov., 1992, 89 (2): 77-86
5. ↑  Moss Bug Base, Coleorrhyncha, von Daniel Burckhardt
6. ↑  D. Burckhardt: Taxonomy and phylogeny of the Gondwanan moss bugs or Peliridiidae (Hemiptera, Coleorrhyncha). Deutsche Entomologische Zeitschrift Bd. 56, 2009, S. 173–235.